# Комухино
Кому́хино — деревня в составе Ивановского сельского поселения Шарьинского района Костромской области России.

## География
Деревня расположена на берегу речки Полома.

## История
Согласно Спискам населенных мест Российской империи в 1872 году деревня относилась к 2 стану Ветлужского уезда Костромской губернии. В ней числилось 19 дворов, проживало 78 мужчин и 64 женщины.
Согласно переписи населения 1897 года в деревне проживало 218 человек (109 мужчин и 109 женщин).
Согласно Списку населенных мест Костромской губернии в 1907 году деревня относилась к Печенкинской волости Ветлужского уезда Костромской губернии. По сведениям волостного правления за 1907 год в деревне числилось 43 крестьянских двора и 272 жителя. Основными занятиями жителей деревни были лесной и рогожный промыслы.
До 2010 года входила в состав Катунинского сельского поселения.

## Население
| 2008 | 2010 | 2014 |
| ---- | ---- | ---- |
| 29   | ↘20  | ↘17  |